# Juniperia majuscula
Juniperia majuscula är en insektsart som först beskrevs av Van Duzee 1912.  Juniperia majuscula ingår i släktet Juniperia och familjen vedstritar. Inga underarter finns listade i Catalogue of Life.